# 金宗吉
金宗吉（1926年11月5日—2017年4月1日），出生于庆尚南道安东。韩国诗人、文学家。

## 生平
1950年毕业于高丽大学英文科。1955年在《现代文学》上发表诗《圣诞祭》，诗集有《圣诞祭》、《在河回》、《黄沙现象》等。2017年4月1日去世。